# Aleksandr Dargomîjski
Aleksandr Dargomîjski  (în rusă Александр Сергеевич Даргомыжский, transliterat: Aleksandr Sergheevici Dargomîjski), (n. 14 februarie 1813, Q23881797⁠(d), Belyov Uyezd⁠(d), Gubernia Tula⁠(d), Imperiul Rus – d. 17 ianuarie 1869, Sankt Petersburg, Imperiul Rus)  a fost un compozitor rus. Dargomîjski este considerat unul dintre cei mai demni reprezentanți ai operei naționale rusești care și a adus o contribuție semnificativă la formarea acesteia. A scris lucrări orchestrale, opere și cântece care au un pronunțat caracter național și realist.

## Scurt istoric
Dargomîjski a fost primul dintre compozitorii ruși care au continuat măreța contribuție creatoare a lui Glinka, anume întemeierea operei naționale clasice ruse. Acesta a realizat puntea de legătură cu marii compozitori din a doua jumătate a secolului XIX: muzicienii din Grupul celor cinci și Ceaikovski.

## Biografie
Dargomîjski a început să vorbească la vârsta de cinci ani, dar a început să cânte la pian la vârsta de șase ani și la vioară la vârsta de opt ani. După ce familia sa s-a mutat la Sankt Petersburg în 1817, el a primit pregătirea muzicală mai întâi de la guvernanta sa germană, apoi de la un profesor de muzică pe nume Danilewski și în cele din urmă de la Franz Schoberlechner, un elev al lui Johann Nepomuk Hummel. Din punct de vedere profesional, a călcat pe urmele tatălui său și a intrat în serviciul public în toamna anului 1827. La fel ca mulți tineri din clasa sa, a văzut inițial muzica ca pe o activitate de agrement, a publicat și câteva lucrări vocale mai mici, mai ales pentru voci feminine, dar nu a primit nicio pregătire în teoria muzicii.
Abia în iarna anului 1833–1834 i s-a făcut cunoștință cu Mihail Glinka, care i-a împrumutat cărțile de muzică cu exerciții de bas continuu și contrapunct, pe care el însuși le studiase cu Siegfried Dehn. Dargomîjski a cântat în duo la pian cu Glinka, a organizat concerte și a analizat simfoniile lui Beethoven și uverturile lui Mendelssohn. Urmând exemplul profesorului său, a decis să scrie o operă completă. Dargomîjski a fost un admirator al literaturii franceze, iar prima sa operă a fost Esmeralda, un decor al romanului istoric al lui Victor Hugo, Notre-Dame de Paris. Cu toate acestea, din moment ce opera rusă era dominată de operele italiene la acea vreme, a trebuit să aștepte până în 1847 pentru premiera operei sale la Moscova, care chiar și atunci a avut puțin succes. Reușita a venit abia în 1851 la premiera din Sankt Petersburg în Teatrul Mariinski.
În 1843, Dargomîjski a demisionat brusc din serviciul public și în septembrie 1844 a plecat într-o călătorie în străinătate. La Bruxelles i-a fost prezentat lui Fétis, iar la Paris i-a cunoscut pe Auber, Meyerbeer și Halévy. La fel ca Glinka cu zece ani mai devreme, abia în străinătate a descoperit avantajele propriei culturi; la întoarcerea sa, în mai 1845, i-a scris unui prieten: „Nu există oameni mai buni în lume decât rușii, iar dacă există elemente de poezie în Europa, atunci în Rusia”. Studiul său amănunțit al cântecului popular rus a dus la scrierea operei Rusalka, care a fost finalizată în 1855. Operei a fost acordată puțină atenție de către publicul care avea nevoie de divertisment, motiv pentru care dezamăgitul Dargomîjski s-a alăturat noii școli progresiste, așa-numit „Grupul celor cinci” în jurul compozitorului Mili Balakirev. O a treia operă dramatică, cantata de balet Triumful lui Bachus, a fost finalizată în 1848, dar a fost interpretată doar în 1867, la Moscova.
Dargomîjski a murit la 17 ianuarie (data stilul nou) 1869 la Petersburg, reședința sa permanentă, lăsând în urmă o operă neterminată: Oaspetele de piatră (bazată pe un poem dramatic al lui Aleksandr Pușkin), a cărei finalizare a fost preluată de doi dintre cei mai talentați tineri compozitori din Rusia, Nikolai Rimsky-Korsakov (Instrumentație) și César Kiui (preludiu).
În 1987 în onoarea sa, un ghețar de pe insula Alexandru I din Antarctica a fost denumit „Ghețarul Dargomîjski”.

## Lucrări
Opere
- Esmeralda (Эсмеральда), 1838-1841 – operă în patru acte, premiera în 1847 la Moscova
- Rusalka (Русалка), 1848–1855 – operă premiera în 1856 la Sankt Petersburg
- Trimful lui Bachus (Торжество Вакха), 1843-1848 – operă-balet (din 1848)
- Mazepa (Мазепа), 1860 – Schițe.
- Rogdana (Pогдана), 1860-1867. Fragmente.
- Oaspetele de piatră (Каменный гость / Kamennîi gost) – operă neterminată (1868–1869), terminat de Țezar Antonovici Kiui și Rimski-Korsakov, premiera în 28 februarie 1872 la Sankt Petersburg

Pise orchestrale
- Bolero pentru orchestră (1839)
- Fantezie-Scherzo „Baba Iaga” pentru orchestră (1862)
- Căzăceasca ucraineană pentru orchestră (1864)
- Fantazia ciuhonă (finlandeză) pentru orchestră (1867)

Piese vocale
- Das Bacchusfest cantată (1848)
- nenumărate liduri, ca de ex. „Viermele”, „Consiliul titular”, „Bătrânul caporal” etc.

Piese pentru pian
- Valse brillante (Блестящий вальс), cca. 1830.
- Piese mai mici pentru pian și variațiuni.
- Varițiuni pe teme rusești (Вариации на русскую тему), pe la începutul anilor 1830.
- Visele Esmeraldei (Мечты Эсмеральды), fantezie, 1838.
- Două mazurci (Две мазурки), pe la sfârșitul anilor 1830.
- Polca (Полька), 1844.